# Percy Radhe
Sven Persival (Percy) Radhe, född 12 juli 1881 i Uddevalla i Bohuslän, död 5 juli 1937 i Stockholm, var en svensk postmästare och stumfilmsskådespelare.
Percy Radhe började på postverket 1900 och tjänstgjorde i Arvika 1907–1917. Han kom till Stockholm 1917 och blev postmästare 1932 på kontoret vid Renstiernas gata. Radhe är gravsatt i Gustav Vasa kyrkas kolumbarium vid Odenplan i Stockholm.

## Filmografi
- 1926 – Bröllopet i Bränna
- 1927 – Hin och smålänningen